# Prima battaglia di Agua Prieta
La prima battaglia di Agua Prieta fu combattuta tra il 13 e il 28 aprile 1911 durante la fase iniziale della Rivoluzione messicana tra le forze rivoluzionarie del generale Blanco, sostenitrici di Francisco Madero, e le truppe federali di Porfirio Díaz ad Agua Prieta nel Sonora.
La battaglia fu significativa in quanto fu la prima volta che i ribelli usarono le ferrovie per tentare una sorpresa e che le forze statunitensi furono coinvolte nei combattimenti a causa dell'immediata vicinanza con il confine. Dopo un'intensa lotta la città fu riconquistata dalle truppe federali due settimane dopo l'arrivo di ulteriori rinforzi.